# Miloš Raonić
Miloš Raonić (srpski/crnogorski Милош Раонић; Podgorica, 27. prosinca 1990.) profesionalni je kanadski tenisač srpsko-crnogorskog podrijetla.

## Osvojeni turniri
| Br. | Nadnevak          | Turnir   | Suparnik u finalu | Rezultat            |
| 1.  | 13. veljače 2011. | San Jose | Fernando Verdasco | 7:6(6), 7:6(5)      |
| 2.  | 8. siječnja 2012. | Chennai  | Janko Tipsarević  | 6:7, 7:6(4), 7:6(4) |
| 3.  | 19. veljače 2012. | San Jose | Denis Istomin     | 7:6(3), 6:2         |
| 4.  | 17. veljače 2013. | San Jose | Tommy Haas        | 6:4, 6:3            |